# 474 (szám)
A 474 (római számmal: CDLXXIV) egy természetes szám, szfenikus szám, a 2, a 3 és a 79 szorzata.

## A szám a matematikában
A tízes számrendszerbeli 474-es a kettes számrendszerben 111011010, a nyolcas számrendszerben 732, a tizenhatos számrendszerben 1DA alakban írható fel.
A 474 páros szám, összetett szám, azon belül szfenikus szám, kanonikus alakban a 21 · 31 · 791 szorzattal, normálalakban a 4,74 · 102 szorzattal írható fel. Nyolc osztója van a természetes számok halmazán, ezek növekvő sorrendben: 1, 2, 3, 6, 79, 158, 237 és 474.
Kilencszögszám.
Érinthetetlen szám: nem áll elő pozitív egész számok valódiosztóösszeg-függvényeként.
A 474 négyzete 224 676, köbe 106 496 424, négyzetgyöke 21,77154, köbgyöke 7,79697, reciproka 0,0021097. A 474 egység sugarú kör kerülete 2978,22984 egység, területe 705 840,47104 területegység; a 474 egység sugarú gömb térfogata 446 091 177,7 térfogategység.